# Bryoria forsteri
Bryoria forsteri är en lavart som beskrevs av Olech & Bystr. Bryoria forsteri ingår i släktet Bryoria och familjen Parmeliaceae.   Inga underarter finns listade i Catalogue of Life.